# Defensa siciliana
En ajedrez, se llama defensa siciliana a la apertura que resulta después de las jugadas iniciales 1.e4 c5. Debido a que las blancas abren el juego con el peón de rey y las negras no contestan con la misma jugada, se la considera una apertura semiabierta. Sigue siendo popular entre nuestros días: es una defensa activa para jugar contra el peón de rey, es menos rocosa y en sí evita otras líneas  como por ejemplo la francesa o caro kann. 
La defensa siciliana debe su nombre al hecho de que en el siglo XVIII Jacob Henry Sarratt divulgase que el inventor de la defensa era un sacerdote italiano llamado Pietro Carrera. Se la consideró una defensa menor hasta que Luis Carlos de la Bourdonnais la empleó con éxito en su encuentro contra Alexander McDonnell en 1834. Su espaldarazo definitivo lo obtuvo de los grandes campeones de la segunda mitad del siglo XX.
Goza de un gran prestigio entre los jugadores de cualquier nivel debido a su carácter agresivo, a la flexibilidad de las posiciones que otorga y, de manera significativa, al hecho de haber sido adoptada por varios campeones mundiales. Entre las principales ventajas que tienen las negras al jugar esta apertura, es que después de intercambios de piezas en el centro, al jugador de piezas negras aún le quedan los dos peones centrales. Las diferentes modalidades de esta defensa dan origen a heterogéneos planes de ataque y contraataque, de ahí que la defensa en sí haya sido subdividida siguiendo la historia de su riqueza conceptual y de los jugadores más famosos que la han popularizado, o incluso, de los lugares en que por primera vez apareció alguna idea relacionada. Se encuentran así la variante del dragón, la Paulsen, la Najdorf, la Scheveningen, la Sveshnikov (que algunos llaman la Pelikan), entre otras.

## Planteamiento
La idea principal de la defensa siciliana es, por parte de las negras, contraatacar en el centro del tablero con un peón lateral desde la primera jugada. De esta manera, si las blancas quieren recuperar el dominio de la casilla d4, deberán realizar el cambio con el peón central de dama, cosa que suele ocurrir en muchísimas de las variantes abiertas de esta defensa.
Las negras, al mover su peón de alfil dama, dejan semiabierta la columna c (en las variantes en las que se produce el cambio de peones en la casilla d4, prácticamente están obligadas a realizar el enroque por el ala de rey). Como contrapartida, consiguen numerosas posibilidades de ataque por el flanco de dama y dicha columna sirve de corredor para las torres en el medio juego.
No obstante, para conseguir movilizar el centro, es necesario controlar la casilla d5, a lo cual se opondrán las blancas. A cambio de presentar desventaja posicional en el centro, las piezas blancas tienen gran libertad de movimiento, y pueden organizar fuertes ataques contra el negro, tanto en el ala de rey —preferentemente— como en el de dama. Eso sí, las blancas no pueden esperar a que las negras ejecuten su plan, cuando estas lancen el ataque será demasiado tarde, y deben tomar la iniciativa antes. 
Las negras suelen aprovechar la columna c semiabierta colocando una o ambas torres e incluso la dama. El punto fuerte c4 suele ser aprovechado para colocar un caballo muy molesto (especialmente contra las formaciones blancas con Ae3 y Dd2). No obstante lo dicho, son muchas las variantes y las ideas estratégicas diferentes que aparecen en cada una. 
Línea principal

1.e4 c5

## Línea principal 2.Cf3
|       |       |       |       |       |       |       |       |       |  |
|       | a8 rd | b8 nd | c8 bd | d8 qd | e8 kd | f8 bd | g8 nd | h8 rd |  |
| a7 pd | b7 pd | c7    | d7 pd | e7 pd | f7 pd | g7 pd | h7 pd |       |  |
| a6    | b6    | c6    | d6    | e6    | f6    | g6    | h6    |       |  |
| a5    | b5    | c5 pd | d5    | e5    | f5    | g5    | h5    |       |  |
| a4    | b4    | c4    | d4    | e4 pl | f4    | g4    | h4    |       |  |
| a3    | b3    | c3    | d3    | e3    | f3 nl | g3    | h3    |       |  |
| a2 pl | b2 pl | c2 pl | d2 pl | e2    | f2 pl | g2 pl | h2 pl |       |  |
| a1 rl | b1 nl | c1 bl | d1 ql | e1 kl | f1 bl | g1    | h1 rl |       |  |
|       |       |       |       |       |       |       |       |       |  |

Es la que se produce con 1.e4 c5 2.Cf3. Las negras pueden jugar tanto 2...Cc6 como 2...d6 o incluso 2...e6. Tras 3.d4 cxd4, el juego puede seguir con:
4.Cxd4
4. .. Cf6 (continuación principal habiendo jugado tanto 2...d6 como 2...Cc6
4. .. Dc7
4. .. d5? (fuertemente respondida con Ab5)
4. .. e5 Variante Kalashnikov (solo recomendable con 2...Cc6 y no con 2...d6 que sigue habitualmente con 5.Cb5 y 
5. .. d6
5. .. a6 Variante Lôwenthal
4.Dxd4 (solo tras 2..d6) Cc6 5.Ab5 Ad7 6.AxC6 Axc6 7.Cc3 Cf6 8.Ag5 e6 9.Td1 Ae7 10.0-0 0-0 11.Te1 Da5 y las negras han igualado con facilidad, aunque existe la posibilidad de jugar 7.c4!? incrementando el control sobre la casilla d5. No obstante, si las negras juegan el orden 2...d6 3.d4 Cf6!? 4.Cc3 cxd4 ya no es posible este plan

### Variante Pelikán
|       |       |       |       |       |       |       |       |       |  |
|       | a8 rd | b8    | c8 bd | d8 qd | e8 kd | f8 bd | g8    | h8 rd |  |
| a7 pd | b7 pd | c7    | d7 pd | e7    | f7 pd | g7 pd | h7 pd |       |  |
| a6    | b6    | c6 nd | d6    | e6    | f6 nd | g6    | h6    |       |  |
| a5    | b5    | c5    | d5    | e5 pd | f5    | g5    | h5    |       |  |
| a4    | b4    | c4    | d4 nl | e4 pl | f4    | g4    | h4    |       |  |
| a3    | b3    | c3 nl | d3    | e3    | f3    | g3    | h3    |       |  |
| a2 pl | b2 pl | c2 pl | d2    | e2    | f2 pl | g2 pl | h2 pl |       |  |
| a1 rl | b1    | c1 bl | d1 ql | e1 kl | f1 bl | g1    | h1 rl |       |  |
|       |       |       |       |       |       |       |       |       |  |

Esta variante se debe a GM checoslovaco afincado en Argentina Jiri Pelikán. En principio, viola todas las ideas estratégicas de la Siciliana, ya que deja un peón retrasado en d6, quita al principal guardián de la casilla d5 y retrasa la jugada liberadora típica (...d5). Con 5.... e5 se desaloja rápidamente el caballo de d4 y se lanza un ataque rápido en el ala de dama. Entre los ajedrecistas actuales, Kramnik y Leko han sido, quizá, los que más uso han dado a esta variante. La línea es 1.e4 c5 2.Cf3 Cc6 3.d4 cxd4 4.Cxd4 Cf6 5.Cc3 e5 y sigue
6.Cdb5 d6 7.Ag5 a6 8.Ca3
8. .. Ae6
8. .. b5 9.Axf6 (o 9.Cd5!? Ae7 10.Axf6, que elimina la posibilidad del desarrollo del alfil por g7 y prácticamente fuerza a las negras a responder 10...Axf6 (eludiendo las tensas luchas contra los peones doblados de la columna f en la variante principal) gxf6 10.Cd5 f5
6.Cxc6?! bxc6 con un gran refuerzo del centro negro
6.Cb3? Ab4 7.Ad3 d5 liberando la posición negra
esta posiciones se jugaron en el campeonato mundial de ajedrez 2018 y fue sin duda una variante muy hermosa

### Variante Boleslavski
|       |       |       |       |       |       |       |       |       |  |
|       | a8 rd | b8    | c8 bd | d8 qd | e8 kd | f8 bd | g8    | h8 rd |  |
| a7 pd | b7 pd | c7    | d7    | e7    | f7 pd | g7 pd | h7 pd |       |  |
| a6    | b6    | c6 nd | d6 pd | e6    | f6 nd | g6    | h6    |       |  |
| a5    | b5    | c5    | d5    | e5 pd | f5    | g5    | h5    |       |  |
| a4    | b4    | c4    | d4 nl | e4 pl | f4    | g4    | h4    |       |  |
| a3    | b3    | c3 nl | d3    | e3    | f3    | g3    | h3    |       |  |
| a2 pl | b2 pl | c2 pl | d2    | e2 bl | f2 pl | g2 pl | h2 pl |       |  |
| a1 rl | b1    | c1 bl | d1 ql | e1 kl | f1    | g1    | h1 rl |       |  |
|       |       |       |       |       |       |       |       |       |  |

La idea de la variante Boleslavski es retrasar el golpe e5 para evitar entrar en la variante Pelikán. Por lo demás, sus ideas estratégicas son las mismas, aunque no es seguro que el caballo blanco esté peor colocado en esta variante que en la Pelikán. La línea parte de 1.e4 c5 2.Cf3 Cc6 3.d4 cxd4 4.Cxd4 Cf6 5.Cc3 d6 6.Ae2 (6. Ag5 e6 conduce a la variante clásica y 6. Ae3 a6 a la Najdorf) e5 a lo que hay tres continuaciones posibles:
7.Cxc6 bxc6
7.Cb3
7.Cf3

### Línea principal 2.... d6
|       |       |       |       |       |       |       |       |       |  |
|       | a8 rd | b8 nd | c8 bd | d8 qd | e8 kd | f8 bd | g8 nd | h8 rd |  |
| a7 pd | b7 pd | c7    | d7    | e7 pd | f7 pd | g7 pd | h7 pd |       |  |
| a6    | b6    | c6    | d6 pd | e6    | f6    | g6    | h6    |       |  |
| a5    | b5    | c5 pd | d5    | e5    | f5    | g5    | h5    |       |  |
| a4    | b4    | c4    | d4    | e4 pl | f4    | g4    | h4    |       |  |
| a3    | b3    | c3    | d3    | e3    | f3 nl | g3    | h3    |       |  |
| a2 pl | b2 pl | c2 pl | d2 pl | e2    | f2 pl | g2 pl | h2 pl |       |  |
| a1 rl | b1 nl | c1 bl | d1 ql | e1 kl | f1 bl | g1    | h1 rl |       |  |
|       |       |       |       |       |       |       |       |       |  |

Quizá 2.... d6 sea la forma más correcta de plantear la defensa siciliana. La línea 3.d4 cxd4 4.Cxd4 está considerada la mejor para las blancas, y es de la que se desprenden las grandes variantes de la Siciliana. No obstante, jugadas como 3. Ab5+!? o 3. Ac4!? también se ven en muchas ocasiones, tanto a nivel de aficionado como entre maestros. De hecho, según Rybka 4, las blancas tienen una importante y duradera ventaja tras 3. Ac4, dejando la ruptura d4 para el futuro. A 1.e4 c5 2.Cf3 d6 sigue
3.b4
3.d4 cxd4 
4.Cxd4 Cf6
4.Dxd4 Cc6 5.Ab5 Dd7
3.Ab5+ Ad7 4.Axd7+ Dxd7
5.c4 Cc6
5.0-0 Cc6 6.c3 Cf6 7.d4

#### Variante clásica
|       |       |       |       |       |       |       |       |       |  |
|       | a8 rd | b8 nd | c8 bd | d8 qd | e8 kd | f8 bd | g8    | h8 rd |  |
| a7 pd | b7 pd | c7    | d7    | e7 pd | f7 pd | g7 pd | h7 pd |       |  |
| a6    | b6    | c6    | d6 pd | e6    | f6 nd | g6    | h6    |       |  |
| a5    | b5    | c5    | d5    | e5    | f5    | g5    | h5    |       |  |
| a4    | b4    | c4    | d4 nl | e4 pl | f4    | g4    | h4    |       |  |
| a3    | b3    | c3 nl | d3    | e3    | f3    | g3    | h3    |       |  |
| a2 pl | b2 pl | c2 pl | d2    | e2    | f2 pl | g2 pl | h2 pl |       |  |
| a1 rl | b1    | c1 bl | d1 ql | e1 kl | f1 bl | g1    | h1 rl |       |  |
|       |       |       |       |       |       |       |       |       |  |

Esta es la forma más típica de plantear la defensa siciliana. Para evitar que derive en una dragón, lo mejor es entrar en la variante Richter-Rauzer y estudiar bien la respuesta del oponente, aunque ésta presenta muchos peligros y es posible que con ella las negras terminen con buen juego. La variante consiste en 1.e4 c5 2.Cf3 y el negro tiene dos continuaciones:
2. .. d6 3.d4 cxd4 4.Cxd4 Cf6
5.f3 e5 6.Ab5+
5.Cc3
5. .. e5 6.Ab5+
5. .. Cc6 Variante de los cuatro caballos
6.Ac4
6. .. g6 7.Cxc6 bxc6 8.e5
6. .. Db6
6.Ag5 Variante Richter-Rauzer
6. .. g6? es respondida con 7.Axf6! entregando el fuerte alfil a cambio de dislocar la estructura de peones negros
6. .. Ad7 7.Dd2
6. .. e6
7.Cb3
7.Ab5
7.Cxc6
7.Dd3
7.Dd2
7. .. Ae7 8.0-0-0 0-0 9.f4 (o 9.f3)
9. .. e5
9. .. Cxd4 10.Dxd4
7. .. a6 8.0-0-0 Ad7 9.f4 Ae7 10.Cf3 b5 11.Axf6

#### Variante Scheveningen
|       |       |       |       |       |       |       |       |       |  |
|       | a8 rd | b8 nd | c8 bd | d8 qd | e8 kd | f8 bd | g8    | h8 rd |  |
| a7 pd | b7 pd | c7    | d7    | e7    | f7 pd | g7 pd | h7 pd |       |  |
| a6    | b6    | c6    | d6 pd | e6 pd | f6 nd | g6    | h6    |       |  |
| a5    | b5    | c5    | d5    | e5    | f5    | g5    | h5    |       |  |
| a4    | b4    | c4    | d4 nl | e4 pl | f4    | g4    | h4    |       |  |
| a3    | b3    | c3 nl | d3    | e3    | f3    | g3    | h3    |       |  |
| a2 pl | b2 pl | c2 pl | d2    | e2    | f2 pl | g2 pl | h2 pl |       |  |
| a1 rl | b1    | c1 bl | d1 ql | e1 kl | f1 bl | g1    | h1 rl |       |  |
|       |       |       |       |       |       |       |       |       |  |

La variante Scheveningen es, quizás, la línea principal de la defensa siciliana. Además, en el orden en que aquí se presentan, y a pesar de que se llega a dicha variante en la jugada 5, es relativamente fácil alcanzar esta posición. 
Las negras aseguran las casillas centrales mediante el «pequeño centro siciliano» para apresurarse a desplegar sus piezas y preparar el avance ...d5 que de momento no es posible por su retraso de desarrollo. Por otro lado, las blancas suelen jugar agresivamente complicando el medio juego, pues de otro modo las oportunidades en el final son mejores para las negras por su mejor estructura de peones y, en especial, por el poder de la columna c y la presión que ejerce el ataque de minorías con ...b5-b4.
Es muy importante el orden, y no demorar la jugada 4.... Cf6, de lo contrario el blanco jugará 5.c4 y montará la formación Maroczy, con muchas posibilidades de victoria (véase el apartado El Dragón acelerado y la formación Maroczy). La variante Scheveningen es una línea muy sólida y en la que todos los planes típicos de la Siciliana tienen su oportunidad. Una de las mejores formas de luchar contra la Scheveningen es el ataque Keres, pero ésta es una línea muy activa en la que el blanco debe jugar con decisión y arriesgando.
La posición inicial se consigue con 1.e4 c5 2.Cf3 d6 3.d4 cxd4 4.Cxd4 Cf6 5.Cc3 e6. Las líneas principales que siguen son:
6. Ae2
6. .. a6 Variante clásica
7.0-0
7 .. Dc7 8.f4 Cc6
9.Rh1 Ae7 10.a4
9.Ae3
9... Ae7 10.De1 0-0
7 .. Cbd7
6. .. Cc6 7.0-0 Ae7 8.Ae3 0-0 9.f4 Ad7 10.Cb3 Variante moderna
6.g4 Ataque Keres
6. .. h6
6. .. Cc6
6. .. a6
6.Ae3 a6 7.Dd2 (o 7.Ae2 volviendo a la Scheveningen clásica)
6.Ab5+
6.g3
6.f4 Cc6 7.Ae3 Ae7 8.Df3

##### Ataque Leonhardt-Sozin
|       |       |       |       |       |       |       |       |       |  |
|       | a8 rd | b8 nd | c8 bd | d8 qd | e8 kd | f8 bd | g8    | h8 rd |  |
| a7 pd | b7 pd | c7    | d7    | e7    | f7 pd | g7 pd | h7 pd |       |  |
| a6    | b6    | c6    | d6 pd | e6 pd | f6 nd | g6    | h6    |       |  |
| a5    | b5    | c5    | d5    | e5    | f5    | g5    | h5    |       |  |
| a4    | b4    | c4 bl | d4 nl | e4 pl | f4    | g4    | h4    |       |  |
| a3    | b3    | c3 nl | d3    | e3    | f3    | g3    | h3    |       |  |
| a2 pl | b2 pl | c2 pl | d2    | e2    | f2 pl | g2 pl | h2 pl |       |  |
| a1 rl | b1    | c1 bl | d1 ql | e1 kl | f1    | g1    | h1 rl |       |  |
|       |       |       |       |       |       |       |       |       |  |

El ataque Leonhardt-Sozin es una de las formas más efectivas de luchar contra la variante Scheveningen. Dentro de esta variante, lo más peligroso para las negras y lo mejor para las blancas es el ataque Velimiróvic. Para no caer en posiciones difíciles, las negras deben cambiar el caballo de c6 por el de d4 y llevar su caballo de f6 hasta c5 para cambiarlo por el alfil en b3, cosa que no será fácil. También se le llama «ataque Fischer-Sozin».
La posición inicial es 1.e4 c5 2.Cf3 d6 3.d4 cxd4 4.Cxd4 Cf6 5.Cc3 e6 6.Ac4 y sigue
6. .. Cc6
7.Ae3 Ae7 8.De2 Ataque Velimiróvic
7.Ab3 Ae7 8.Ae3 0-0 9.f4
6. .. a6 7.Ab3 b5

#### Variante del dragón
|       |       |       |       |       |       |       |       |       |  |
|       | a8 rd | b8 nd | c8 bd | d8 qd | e8 kd | f8 bd | g8    | h8 rd |  |
| a7 pd | b7 pd | c7    | d7    | e7 pd | f7 pd | g7    | h7 pd |       |  |
| a6    | b6    | c6    | d6 pd | e6    | f6 nd | g6 pd | h6    |       |  |
| a5    | b5    | c5    | d5    | e5    | f5    | g5    | h5    |       |  |
| a4    | b4    | c4    | d4 nl | e4 pl | f4    | g4    | h4    |       |  |
| a3    | b3    | c3 nl | d3    | e3    | f3    | g3    | h3    |       |  |
| a2 pl | b2 pl | c2 pl | d2    | e2    | f2 pl | g2 pl | h2 pl |       |  |
| a1 rl | b1    | c1 bl | d1 ql | e1 kl | f1 bl | g1    | h1 rl |       |  |
|       |       |       |       |       |       |       |       |       |  |

La variante del dragón es una de las más populares de la defensa siciliana, y una de las más peligrosas para las blancas, pero el negro debe estar dispuesto a soportar los embates del ataque yugoslavo. El nombre de esta variante se debe a que la estructura de peones del negro recuerda —con un poco de imaginación
— a la cola de un dragón (y a la constelación Dragón). También es un nombre adecuado debido al carácter agresivo y peligroso de esta variante.
Se trata de una variante aguda con la que negras pretenden asegurar la defensa de su rey, aunque para colocar el alfil defensor en g7 deberán realizar el avance g7-g6, lo que debilitará su estructura de peones y permitirá al blanco obtener igualmente un fuerte ataque mediante el contacto a través de la columna h (h2-h4-h5, combinado con el enroque largo). Está caracterizada por las jugadas: 1.e4 c5 2.Cf3 d6 3.d4 cxd4 4.Cxd4 Cf6 5.Cc3 g6 Ésta sería la variante principal con la que negras preparan el fianchetto de su alfil de negras en g7 y posteriormente el enroque.
Es importante la jugada 4.... Cf6 ya que de lo contrario se permitiría la jugada 5.c4 y las blancas plantearían la formación Maroczy, complicando la partida a las negras ya que el juego tomará un carácter más estratégico y las negras se ven muchas veces condenadas a la pasividad, algo totalmente contrario a los principios del jugador de dragón. De hecho, la formación Maroczy es interesante plantearla en otras líneas, aunque en ellas no es tan eficaz como contra la variante del dragón. La idea del dragón es clara. El fianchetto del alfil en g7 controla el centro y apunta al ala de dama, donde suele situarse el rey blanco. Además, el centro se verá atacado tanto desde el ala de rey como desde el ala de dama. Tiene un peligro, y es que el peón en g6 permite un ataque muy rápido, hasta el punto de que las blancas pueden enrocar largo para aprovechar la situación de la torre en h1.
Posición inicial:
1.e4 c5 2.Cf3 d6 3.d4 cxd4 4.Cxd4 Cf6 5.Cc3 g6
y luego:
6.Ae3 Ag7
7.Ae2 Cc6
8.Dd2 0-0 9.0-0-0
8.Cb3
8.0-0 0-0
9.f4 Db6 10.e5
9.Dd2
9.Cb3
9. .. Ae6 10.f4
10. .. Ca5 11.f5 Ac4
12.Cxa5 Axe2 13.Dxe2 Dxa5 14.g4
12.Ad3 Axd3 13.cxd3 d5
10. .. Dc8
11.Rh1 Td8
12.Af3 Ac4 13.Tf2 e5 14.Td2 exf4 15.Axf4 Ce5 16.Txd6 Txd6 17.Dxd6 Cxf3 18.gxf3 Dh3=
12.Ag1 d5 13.e5 Ce4
14.Ad3 f6 =
14.Cb5 g5! 15.g3 Ah3 =+
11.h3 Td8 12.Af3 Ac4 13.Tf2 e5=
9. .. a5
7.f3 Ataque yugoslavo. Por transposición 6.f3 Ag7 7.Ae3
7. .. 0-0 8.Dd2 Cc6
9.Ac4
9. .. a5
9. .. Ad7 10.0-0-0 (línea principal)
10. .. Tc8 11.Ab3 Ce5 12.h4
12. .. h5 
13.Ag5 Tc5
14.g4
14.Rb1 Te8
14.f4 Cc4
14.The1
13.Ah6
13.Rb1
13.f4
12. .. Cc4 13.h5 Cxh5 14.g4 Cf6
10. .. Da5 11.Ab3 Tfc8 12.h4(B79)
9.0-0-0 Db6
6.Ae2
6.f4 planteando una celada llamada trampa de Czerniak, que, si bien las negras contrarrestan, no compromete la posición de blancas. 
6. .. Ag7 Si negras no perciben la celada y continúan con su juego habitual... 6...Ag7, blancas jugarían 7.e5 dxe5 8.fxe5... Una vez realizadas estas jugadas, la posición de las piezas negras se encuentra muy comprometida ya que blancas podrían continuar su juego con Ab5+ explotando así su fuerte peón ubicado en e5.
6. .. Cc6 Para evitar la celada negras tan solo tienen que jugar Cc6 y así blancas no podrán situar su peón en e5.
6. .. Cbd7
6.g3

#### El dragón acelerado, la formación Maroczy y el ataque yugoslavo
|       |       |       |       |       |       |       |       |       |  |
|       | a8 rd | b8    | c8 bd | d8 qd | e8 kd | f8 bd | g8 nd | h8 rd |  |
| a7 pd | b7 pd | c7    | d7 pd | e7 pd | f7 pd | g7    | h7 pd |       |  |
| a6    | b6    | c6 nd | d6    | e6    | f6    | g6 pd | h6    |       |  |
| a5    | b5    | c5    | d5    | e5    | f5    | g5    | h5    |       |  |
| a4    | b4    | c4 pl | d4 nl | e4 pl | f4    | g4    | h4    |       |  |
| a3    | b3    | c3    | d3    | e3    | f3    | g3    | h3    |       |  |
| a2 pl | b2 pl | c2    | d2    | e2    | f2 pl | g2 pl | h2 pl |       |  |
| a1 rl | b1 nl | c1 bl | d1 ql | e1 kl | f1 bl | g1    | h1 rl |       |  |
|       |       |       |       |       |       |       |       |       |  |

Es posible pensarse plantear la variante dragón con el fianchetto acelerado del alfil. La idea es exigir que el caballo de d4 se coloque en otra casilla, pero no es necesario hacerlo en la siguiente jugada y el blanco puede jugar 5.c4 planteando la formación Maroczy. Salvo en esta línea, con el Dragón acelerado las negras están bien, pero con esta línea las negras están restringidas en espacio. Con 5.c4 la configuración de peones cambia y por ende deben cambiar los planes tanto del negro como del blanco. Se controla la casilla d5 por lo que suele prepararse la ruptura previa b5 y con las condiciones adecuadas jugar si d5. Al Dragón acelerado se llega con 1.e4 c5 2.Cf3 Cc6 3.d4 cxd4 4.Cxd4 g6 a lo que sigue
5.Cxc6
5.Cc3 Ag7 6.Ae3 Cf6 7.Ac4
5.c4 Formación Maroczy
5. .. Cf6 6.Cc3 Cxd4 7.Dxd4 d6
5. .. Ag7
6.Cc2 d6 7.Ae2 Ch6
6.Ae3 Cf6 7.Cc3 Cg4
En el Dragón acelerado existe también una buena opción para las blancas llamada ataque yugoslavo. En esta variante el blanco debe seguir un estricto orden de jugadas pero puede obtener muy buenos resultados. Sin embargo, si este orden no se respeta, el negro tiene varios caminos para obtener ventaja.
1.e4 c5 2.Cf3 Cc6 3.d4 cxd4 4.Cxd4 g6 5.Cc3 Ag7 6.Ae3 Cf6
aquí existe una línea poco ambiciosa para las blancas que es 7.f3 0-0 8.Dd2 d5... con muy buen juego negro.
7.Ac4 0-0
en este momento es muy importante la jugada blanca si 8.Dd2 Cg4. Si 8.f3 Db6 , si 8.0-0 Cxe4 9.Cxe4 d5 obteniendo el centro.
la correcta es la profiláctica 8.Ab3; aquí existe la opción negra de 8...Da5!? con juego aceptable y 8...a5!? jugada muy interesante.

#### Variante Najdorf
|       |       |       |       |       |       |       |       |       |  |
|       | a8 rd | b8 nd | c8 bd | d8 qd | e8 kd | f8 bd | g8    | h8 rd |  |
| a7    | b7 pd | c7    | d7    | e7 pd | f7 pd | g7 pd | h7 pd |       |  |
| a6 pd | b6    | c6    | d6 pd | e6    | f6 nd | g6    | h6    |       |  |
| a5    | b5    | c5    | d5    | e5    | f5    | g5    | h5    |       |  |
| a4    | b4    | c4    | d4 nl | e4 pl | f4    | g4    | h4    |       |  |
| a3    | b3    | c3 nl | d3    | e3    | f3    | g3    | h3    |       |  |
| a2 pl | b2 pl | c2 pl | d2    | e2    | f2 pl | g2 pl | h2 pl |       |  |
| a1 rl | b1    | c1 bl | d1 ql | e1 kl | f1 bl | g1    | h1 rl |       |  |
|       |       |       |       |       |       |       |       |       |  |

Seguramente, la forma más popular de jugar la defensa siciliana. Mantiene elástica la situación de sus piezas sin definir la situación de sus peones centrales, los cuales serán ubicados en función de las casillas que ocupen las figuras blancas.
La variante Najdorf es una de las formas más agudas de jugar la defensa siciliana. Tiene muchísimos partidarios, entre ellos algunos de los mejores ajedrecistas de la historia, como Fischer (quien dijo en una ocasión que la siciliana fue «su primer amor») o Kasparov, entre muchos otros. Su nombre se debe al GM polaco-argentino Miguel Najdorf. La jugada 5.... a6 es muy flexible. Retrasa la definición de los peones centrales, evita el salto del caballo a b5 e inicia el ataque en el flanco de la dama. Este retraso de los peones centrales permite a las blancas organizar fuertes ataques, pero las posibilidades de defensa son buenas, y las del posterior contraataque aún mejores. En general, las negras buscarán sus oportunidades por el flanco de dama, intentando controlar la columna "c" y presionando fuertemente el peón blanco de e4. Es una variante que aún está por investigar a fondo, pues consta de variantes muy agudas y complejas. Hasta los años ochenta, lo común era combatir la Najdorf mediante las líneas clásicas o el ataque moderno (similar al que se da en la Scheveningen). En la variante clásica, las blancas juegan con Ae2 e intentan lanzar un ataque a la bayoneta en el flanco de rey tras enrocarse en corto y, generalmente, una profiláctica Rh1 (para evitar, por ejemplo, jugadas desagradables del estilo ...Db6+). En el ataque moderno (muy de moda sobre todo en tiempos de Fischer), las blancas juegan inmediatamente Ag5, dando lugar a algunas líneas muy peculiares, como la variante Polugayesvky o la Gotemburgo (más conocida como variante del peón envenenado). En años más recientes, se ha venido jugando el ataque inglés, que sustituye la clásica jugada blanca de f4 por f3: el objetivo es evidente, apoyar el estresado peón blanco en e4 y el avance g4, que es parte del plan de apertura; efectivamente, el ataque a la bayoneta es parte importante de este ataque, pero esta vez enrocando en largo. A la variante de Najdorf se llega con 1.e4 c5 2.Cf3 d6 3.d4 cxd4 4.Cxd4 Cf6 5.Cc3 a6 a lo que puede seguir
6.Ae2
6.Ac4
6.Ae3
6.g3
6.h3
6.f4
6. .. e5 7.Cf3 Dc7
6. .. Dc7 7.Ad3 g6
6.Ag5
6. .. Cbd7 7.Ac4 Da5 8.Dd2 e6 9.0-0-0 b5 10.Ab3 Ab7 11.The1 Cc5 12.e5
6. .. e6
7.f4
7. .. b5 8.e5
7. .. Db6 Variante del «peón envenenado» que sigue 8.Dd2 Dxb2 9.Tb1 Da3
7. .. Ae7 8.Df3
8. .. Dc7 9.0-0-0 Cbd7
8. .. h6 9.Ah4
9. .. Dc7
9. .. g5

### Segunda línea 2.... e6
|       |       |       |       |       |       |       |       |       |  |
|       | a8 rd | b8 nd | c8 bd | d8 qd | e8 kd | f8 bd | g8 nd | h8 rd |  |
| a7 pd | b7 pd | c7    | d7 pd | e7    | f7 pd | g7 pd | h7 pd |       |  |
| a6    | b6    | c6    | d6    | e6 pd | f6    | g6    | h6    |       |  |
| a5    | b5    | c5 pd | d5    | e5    | f5    | g5    | h5    |       |  |
| a4    | b4    | c4    | d4    | e4 pl | f4    | g4    | h4    |       |  |
| a3    | b3    | c3    | d3    | e3    | f3 nl | g3    | h3    |       |  |
| a2 pl | b2 pl | c2 pl | d2 pl | e2    | f2 pl | g2 pl | h2 pl |       |  |
| a1 rl | b1 nl | c1 bl | d1 ql | e1 kl | f1 bl | g1    | h1 rl |       |  |
|       |       |       |       |       |       |       |       |       |  |

Las líneas que tienen 2.... e6 suelen derivar en líneas que tienen 2.... d6 por una simple transposición. Aunque muchas veces son intercambiables, no siempre son lo mismo. 2.... e6 tiene una ventaja, y es que se libera ya la diagonal del alfil negro, y no impide hacer más tarde d6. Además, hay líneas específicas que comienzan con esta jugada. Tales líneas específicas, conforman la llamada variante Paulsen, en honor al ajedrecista que la hizo famosa. Es menos popular que las líneas principales con ...d6 o ...Cc6, pero no por ello menos potente. A partir de 1.e4 c5 2.Cf3 e6 sigue 3.d4 y luego
3. .. d5 (aunque esta línea pertenece realmente a la defensa francesa
3. .. cxd4 4.Cxd4
4. .. Cf6
5.Cc3
5. .. Ab4 Variante de la clavada
6.e5
6.Ad3 e5
5. .. Cc6 Variante de los cuatro caballos (6. Cdb5 traspone a la Pelikan excepto que las negras respondan con ...Ab4. Tras 7.a3 Axc3 8.Cxc3, las negras echarán de menos a su alfil de casillas negras
6.Ae2 Ab4
6.Cxc6 bxc6 7.e5 Cd5 8.Ce4
4. .. Cc6 Variante Taimánov
5.Ad3 Cf6 6.Cxc6
5.Cc3
5. .. Cf6 6.Cdb5 Ab4 7.Cd6+
5. .. a6
5. .. Dc7 6.Ae3 a6 7.Ae2
5.Cb5
5. .. d6 6.c4 Cf6 7.C1c3 a6 8.Ca3
8. .. Ae7 9.Ae2 0-0 10.0-0 b6
8. .. d5
4. .. a6 Variante Kan
5.Cc3
5.c4 Cf6 6.Cc3 Ab4 7.Ad3 Cc6 8.Ac2
5.Ad3
5. .. Ac5
5. .. g6
5. .. Cf6 6.0-0 d6 7.c4 g6

### Otras variantes que siguen a 1.e4 c5 2.Cf3
2. .. Cc6 Línea principal sigue 3.Ab5 g6 4.0-0 Ag7 5.Te1 e5 6.b4
2. .. Cf6 sigue 3.e5 Cd5 4.Cc3 e6 5.Cxd5 exd5 6.d4 Cc6
2. .. Da5
2. .. Dc7
2. .. b6
2. .. g6 y sigue 3.c4 Ah6 (o 3. d4 trasponiendo al dragón acelerado)
2. .. a6 (variante O'Kelly)

## Otras líneas después de 1.e4 c5
2.Cc3 Variante cerrada
En este texto explicaremos una de las opciones contra la defensa siciliana. Pero antes cabe mencionar que la Defensa siciliana es una de las aperturas más jugadas contra el peón de rey, la cual algunos autores consideran que se juega en el 25% de las partidas de torneo. Por ello, tanto el jugador de blancas como el de negras debe considerarla como una alternativa interesante, o como un peligro que pronto afrontará.
El sistema cerrado es una variante en la defensa siciliana que se plantea tras las siguientes jugadas iniciales: 1.e4 c5 2. Cc3 Cc6 3. g3 g6 4. Ag2 Ag7 5. d3 d6 6. f4 e6 7. Cf3 Cge7 8. 0-0 0-0 9. Ae3 (la cual es la línea principal). Con esta variante tendrás la garantía de no tener que memorizar extensas líneas, sino que podrás aprender conceptos nuevos, interesantes, que posteriormente podrás aplicar sin miedo a caer en las trampas teóricas tan habituales en esta defensa. Esta variante no es tan antigua como las propias variantes abiertas, pero acompaña a la siciliana desde la segunda mitad del siglo XIX, aunque no se ha podido determinar el autor de este sistema. Esta variante aparece como una tentativa que da al jugador de las piezas blancas una nueva manera de tratar el agresivo planeamiento de las piezas negras en esta apertura.
En este tipo de sistema el juego se construye lenta y gradualmente, de forma que se pueda acumular ventajas pequeñas progresivamente. La iniciativa y los tiempos de desarrollo son menos importantes que en el juego abierto. Generalmente, se producen pocos intercambios de pieza en la apertura y, si se comete un fallo en la apertura en un sistema cerrado, no tiene consecuencias fatales. Por el contrario, en las variantes abiertas sí se castiga muy caro un error en la apertura. 
Los jugadores de corte estratégico son aquellos que se caracterizan por ser pasivos, tranquilos; esto quiere decir que son jugadores a los que les gusta elaborar planes a largo plazo, con los cuales se vayan ganando pequeñas ventajas de espacio o ubicación de las piezas. Estos jugadores prefieren las posiciones cerradas. Como la estrategia y los esquemas prevalecen sobre la táctica, no es necesario memorizar las jugadas exactas en la apertura. Usualmente las partidas duran más que con un juego abierto, porque se realizan maniobras lentas. Jugadores como Nigel Short o Michael Adams han tomado la actitud de que la vida es demasiado corta para estudiarse todo el volumen de teoría que se desprende de las otras líneas y, por ello, han adaptado el sistema cerrado y han alcanzado una maestría en este sistema.
El error más común en este sistema es que el jugador crea que en la apertura se pueda jugar g3 en cualquier movimiento, pero eso no es posible por:
1.e4 c5 Piensan que instantáneamente se puede jugar 2.g3 d5 3. exd5 Dxd5 4. Cf3 Ag4 5. Ae2 (Pero se llega a una posición muy inferior)
Y si 5. Ag2 De6 + (Haciendo que las blancas pierdan el enroque)
Por eso, hay que seguir las ideas y principios básicos de la apertura. El jugador que lleva blancas atacará por el flanco de rey, llevando la mayoría de las piezas y regalando un peón, si es necesario, para abrir el enroque del oponente en la columna “f” y así contar con un ataque con mucha iniciativa. Por su parte, el jugador que lleva las piezas negras tratará de crear contrajuego por el flanco de dama tratando de romper la cadena de peones del blanco, abriendo así las columnas “b” y “c”.
Variantes:
1.e4 c5 2. Cc3 Cc6 3. g3 g6 4. Ag2 Ag7 5. d3 d6 6. Ae3 e5 7. Dd2 Cge7 8. Ah6 0-0 9.h4 Axh6 10. Dxh6 f6 11. Dd2 Cd4  (No puede jugarse 11. h5 porque el negro respondería 11…g5 y se deja encerrada a la dama blanca y posteriormente el negro jugaría Rh8 y luego Cg8 ganando la dama)
1.e4 c5 2. Cc3 Cc6 3. g3 g6 4. Ag2 Ag7 5. d3 d6 6. Ae3 e5 7. Dd2 Cge7 8. f4 Cd4 9.Cf3 0-0 10. 0-0 exf4 11. Axf4 Cxf3 12. Txf3 Db6 13. Tb1 Ae6 14. Ah6 Tae8 15. Axg7 Rxg7 16. Rh1 f6 17. a3 d5 18. b4 cxb4
1.e4 c5 2. Cc3 Cc6 3. g3 g6 4. Ag2 Ag7 5. d3 d6 6. Ae3 e5 7. Dd2 Cge7 8. f4 Cd4 9.Cf3 Ah3 10. 0-0 Axg2 11. Rxg2 0-0 12. Tae1 Dd7 13. Ce2 b6 14. Ceg1 Cec6 15. c3 Cxf3 16. Cxf3 d5 
1.e4 c5 2. Cc3 Cc6 3. g3 g6 4. Ag2 Ag7 5. d3 d6 6. Ae3 e5 7. Dd2 Cge7 8. f4 Cd4 9.Cf3 0-0 10. 0-0 Ag4 11. Tf2 Dd7 12. Taf1 exf4 13. Axf4 Cxf3+ 14. Axf3 Axf3 15. Txf3 b5 16. Ah6 b4 17. Axg7 Rxg7 18. Cd1 f6
1.e4 c5 2. Cc3 Cc6 3. g3 g6 4. Ag2 Ag7 5. d3 d6 6. Cge2 Cf6 7. 0-0 0-0 8. h3 Ad7 9. f4 Tb8 10. g4 b5 11. Cg3 b4 12. Cce2 a5 13. a4 bxa3 14. Txa3 Ce8 15. c3 Cc7 16. f5 Ta8 17. Cf4 Ce5 
1.e4 c5 2. Cc3 Cc6 3. g3 g6 4. Ag2 Ag7 5. d3 d6 6. Cge2 Cf6 7. 0-0 0-0 8. h3 Ad7 9. f4 Tb8 10. g4 e6 11. Ae3 Db6 12. Tb1 a5 13. A3 Tfc8 14. f5 exf5 15. exf5 gxf5 16. g5 Ce8 17. Cd5 Dd8 18. Cg3 Ce7 19. Cxe7+ Dxe7 20. De2 De5 21. Df2 Dxe3 22. Dxe3 Ad4 23. Cxf5 Axf5 24. Dxd4 cxd4 25. Txf5
1.e4 c5 2. Cc3 Cc6 3. g3 g6 4. Ag2 Ag7 5. d3 d6 6. f4 e6 7. Cf3 Cge7 8. 0-0 0-0 9.Ae3 Cd4 10. Dd2 b6 11. Tae1 Ab7 12. Af2 
Otras de las variantes:
2. .. e6 3.g3 d5
2. .. Cc6
3.Cge2
3.f4 Ataque Grand Prix con la continuación habitual 3. .. g6 4.Cf3 Ag7 5.Ac4 e6 6.f5
3.g3 continua con 3. .. g6 4.Ag2 Ag7 5.d3 y luego
5. .. e6 6.Ae3 Cd4 7.Cce2
5. .. d6
6.Cge2 e5
6.f4 e5
6.Ae3
2.b4 Gambito del ala
3.c4
3.a3
3. .. d5 4.exd5 Dxd5 5.Ab2
3. .. bxa3
3.d4
Un gambito poco popular -quizá inspirado en el Gambito Evans- en el que las negras no suelen encontrar problemas. Una jugada sorprendente, creativa y que esconde ideas similares a este gambito es 2.a3!?; jugada a la que el GM Lawrence Trent ha dedicado la obra The Smith-Morra Gambit a su análisis y también el MF Graham Burgess el libro Winning With the Smith-Morra Gambit (1994).
2.d4 Gambito Smith-Morra y sigue 2. .. cxd4 3.c3 dxc3 4.Cxc3 Cc6 5.Cf3 d6 6.Ac4 e6 7.0-0 a6 8.De2 b5 9.Ab3 Ta7
Se trata de un gambito que esconde sutiles trucos tácticos, pero si se conoce la teoría, en general las negras no suelen encontrar problemas para neutralizar al blanco.
2.c3
Conforma la llamada «variante Alapin». Es bastante popular en aficionados o, en general, en gente que quiere eludir las líneas principales de la siciliana, bien por motivos teóricos o tácticos (por ser el jugador de blancas de corte posicional). A pesar de ello, tiene poco prestigio entre la élite y la mayoría de los maestros, pues las negras suelen igualar sin problemas, solo con conocer un poco la teoría. Como línea principal se puede mencionar 2. .. Cf6 3.e5 Cd5 4.Cf3 Cc6 5.Ca3
2.c4 d6 3.Cc3 Cc6 4.g3 h5
2.Ce2
2.f4 (esto era más habitual cuando se empezó a jugar la siciliana)
2.g3